# Liste des circonscriptions législatives de Saône-et-Loire
Le département français de Saône-et-Loire est, sous la Cinquième République, constitué de cinq circonscriptions législatives de 1958 à 1986, de six circonscriptions après le redécoupage électoral de 1986 puis de cinq circonscriptions depuis le redécoupage de 2010, entré en application à compter des élections législatives de 2012.

## Présentation
Par ordonnance du 13 octobre 1958 relative à l'élection des députés à l'Assemblée nationale, le département de Saône-et-Loire est d'abord constitué de cinq circonscriptions électorales.
Lors des élections législatives de 1986 qui se sont déroulées selon un mode de scrutin proportionnel à un seul tour par listes départementales, le nombre de sièges de Saône-et-Loire a été porté de cinq à six.
Le retour à un mode de scrutin uninominal majoritaire à deux tours en vue des élections législatives suivantes, a maintenu ce nombre de six sièges,, selon un nouveau découpage électoral.
Le redécoupage des circonscriptions législatives réalisé en 2010 et entrant en application à compter des élections législatives de juin 2012, a modifié le nombre et la répartition des circonscriptions de Saône-et-Loire, réduit à cinq du fait de la sur-représentation démographique du département.

## Composition des circonscriptions

### Composition des circonscriptions de 1958 à 1986
À compter de 1958, le département de Saône-et-Loire comprend cinq circonscriptions, désignées ici sous leur nom générique, regroupant les cantons suivants :
- 1re circonscription (Mâcon) : Mâcon-Centre, Mâcon-Sud, Mâcon-Nord, La Chapelle-de-Guinchay, Cluny, Cuiseaux, Cuisery, Lugny, Matour, Montpont-en-Bresse, Saint-Gengoux-le-National, Tournus, Tramayes.
- 2e circonscription (Charolles) : Charolles, Bourbon-Lancy, Chauffailles, La Clayette, Digoin, Gueugnon, La Guiche, Marcigny, Palinges, Paray-le-Monial, Saint-Bonnet-de-Joux, Semur-en-Brionnais, Toulon-sur-Arroux.
- 3e circonscription (Autun-Le Creusot) : Autun-Nord, Autun-Sud, Le Creusot-Ouest, Le Creusot-Est, Couches, Épinac, Issy-l'Évêque, Lucenay-l'Évêque, Mesvres, Montcenis, Saint léger-sous-Beuvray.
- 4e circonscription (Chalon-Montceau) : Montceau-les-Mines-Nord, Montceau-les-Mines-Sud, Chalon-sur-Saône-Sud, Buxy, Chagny, Givry, Montchanin, Mont-Saint-Vincent, Sennecey-le-Grand.
- 5e circonscription (Chalon-Louhans) : Chalon-sur-Saône-Centre, Chalon-sur-Saône-Périphérie, Louhans, Beaurepaire-en-Bresse, Montret, Pierre-de-Bresse, Saint-Germain-du-Bois, Saint-Germain-du-Plain, Saint-Martin-en-Bresse, Verdun-sur-le-Doubs.

### Composition des circonscriptions de 1988 à 2012
À compter du découpage de 1986, le département de Saône-et-Loire comprend six circonscriptions regroupant les cantons suivants :
- 1re circonscription : La Chapelle-de-Guinchay, Cluny, Lugny, Mâcon-Centre, Mâcon-Nord, Mâcon-Sud, Matour, Tramayes.
- 2e circonscription : Bourbon-Lancy, Charolles, Chauffailles, La Clayette, Digoin, Gueugnon, Marcigny, Paray-le-Monial, Saint-Bonnet-de-Joux, Semur-en-Brionnais.
- 3e circonscription : Autun-Nord, Autun-Sud, Chagny, Couches, Le Creusot-Est, Le Creusot-Ouest, Épinac, Issy-l'Évêque, Lucenay-l'Évêque, Mesvres, Saint-Léger-sous-Beuvray.
- 4e circonscription : La Guiche, Montceau-les-Mines-Nord, Montceau-les-Mines-Sud, Montcenis, Montchanin, Mont-Saint-Vincent, Palinges, Saint-Gengoux-le-National, Toulon-sur-Arroux.
- 5e circonscription : Buxy, Chalon-sur-Saône-Centre, Chalon-sur-Saône-Nord, Chalon-sur-Saône-Ouest, Givry, Sennecey-le-Grand.
- 6e circonscription : Beaurepaire-en-Bresse, Chalon-sur-Saône-Sud, Cuiseaux, Cuisery, Louhans, Montpont-en-Bresse, Montret, Pierre-de-Bresse, Saint-Germain-du-Bois, Saint-Germain-du-Plain, Saint-Martin-en-Bresse, Tournus, Verdun-sur-le-Doubs.

### Composition des circonscriptions à compter de 2012
Depuis le nouveau découpage électoral, le département comprend cinq circonscriptions regroupant les cantons suivants :
- 1re circonscription : La Chapelle-de-Guinchay, Cluny, Lugny, Mâcon-Centre, Mâcon-Nord, Mâcon-Sud, Matour, Saint-Gengoux-le-National, Tramayes
- 2e circonscription : Bourbon-Lancy, Charolles, Chauffailles, La Clayette, Digoin, Gueugnon, La Guiche, Marcigny, Mont-Saint-Vincent, Palinges, Paray-le-Monial, Saint-Bonnet-de-Joux, Semur-en-Brionnais, Toulon-sur-Arroux
- 3e circonscription : Autun-Nord, Autun-Sud, Chagny, Couches, Le Creusot-Est, Le Creusot-Ouest, Épinac, Givry, Issy-l'Évêque, Lucenay-l'Évêque, Mesvres, Saint-Léger-sous-Beuvray, Verdun-sur-le-Doubs
- 4e circonscription : Beaurepaire-en-Bresse, Chalon-sur-Saône-Nord, Cuiseaux, Cuisery, Louhans, Montpont-en-Bresse, Montret, Pierre-de-Bresse, Saint-Germain-du-Bois, Saint-Germain-du-Plain, Saint-Martin-en-Bresse, Sennecey-le-Grand, Tournus
- 5e circonscription : Buxy, Chalon-sur-Saône-Centre, Chalon-sur-Saône-Ouest, Chalon-sur-Saône-Sud, Montceau-les-Mines-Nord, Montceau-les-Mines-Sud, Montcenis, Montchanin

À la suite du redécoupage des cantons de 2014, les circonscriptions législatives ne sont plus composées de cantons entiers mais continuent à être définies selon les limites cantonales en vigueur en 2010. Les circonscriptions sont ainsi composées des cantons actuels suivants :
- 1re circonscription : cantons de La Chapelle-de-Guinchay (sauf commune de Verosvres), Cluny (42 communes), Hurigny, Mâcon-1 et Mâcon-2, communes de Grevilly et Chardonnay
- 2e circonscription : cantons de Blanzy (10 communes), Charolles, Chauffailles, Cluny (7 communes), Digoin, Gueugnon (13 communes), Paray-le-Monial et Saint-Vallier (sauf commune de Saint-Vallier), commune de Verosvres
- 3e circonscription : cantons d'Autun-1, Autun-2 (sauf communes de Charmoy, Marmagne et Saint-Symphorien-de-Marmagne), Chagny, Le Creusot-1 (partie du Creusot), Le Creusot-2, Gergy (sauf communes de Bey, Damerey, Saint-Didier-en-Bresse et Saint-Maurice-en-Rivière), Givry (14 communes) et Gueugnon (7 communes)
- 4e circonscription : cantons de Chalon-sur-Saône-1, Cuiseaux, Louhans, Ouroux-sur-Saône (sauf communes de Châtenoy-en-Bresse, Lans et Oslon), Pierre-de-Bresse et Tournus (sauf communes de Grevilly et Chardonnay), communes de Bey, Damerey, Saint-Didier-en-Bresse et Saint-Maurice-en-Rivière
- 5e circonscription : cantons de Blanzy (7 communes), Chalon-sur-Saône-2, Chalon-sur-Saône-3, Givry (27 communes), Montceau-les-Mines et Saint-Rémy, communes de Charmoy, Châtenoy-en-Bresse, Lans, Marmagne, Montcenis, Oslon, Saint-Symphorien-de-Marmagne, Saint-Vallier et Torcy